# Szjarhej Leanyidavics Lahun
Szjarhej Leanyidavics Lahun (belarusz betűkkel: Сяргей Леанідавіч Лагун; Dzjornavicsi, Verhnyadzvinszki járás, Vicebszki terület, 1988. május 27. – Navapolack, Vicebszki terület, 2011. április 22.) világbajnoki ezüstérmes belarusz súlyemelő.

## Pályafutása
Lahun a 85 kilogrammos kategóriában versenyzett, s felnőtt világesemények dobogós helyei mellett juniorként vb- és Eb-aranyérmeket is szerzett. 
A 2007-es vb-n – a 77 kg-osok versenyszámában – a 10. helyet szerezte meg, csakúgy mint a 2008. évi nyári olimpiai játékokon.
Autóbalesetben vesztette életét, mikor gépkocsija egy fának ütközött.